# Alkopop

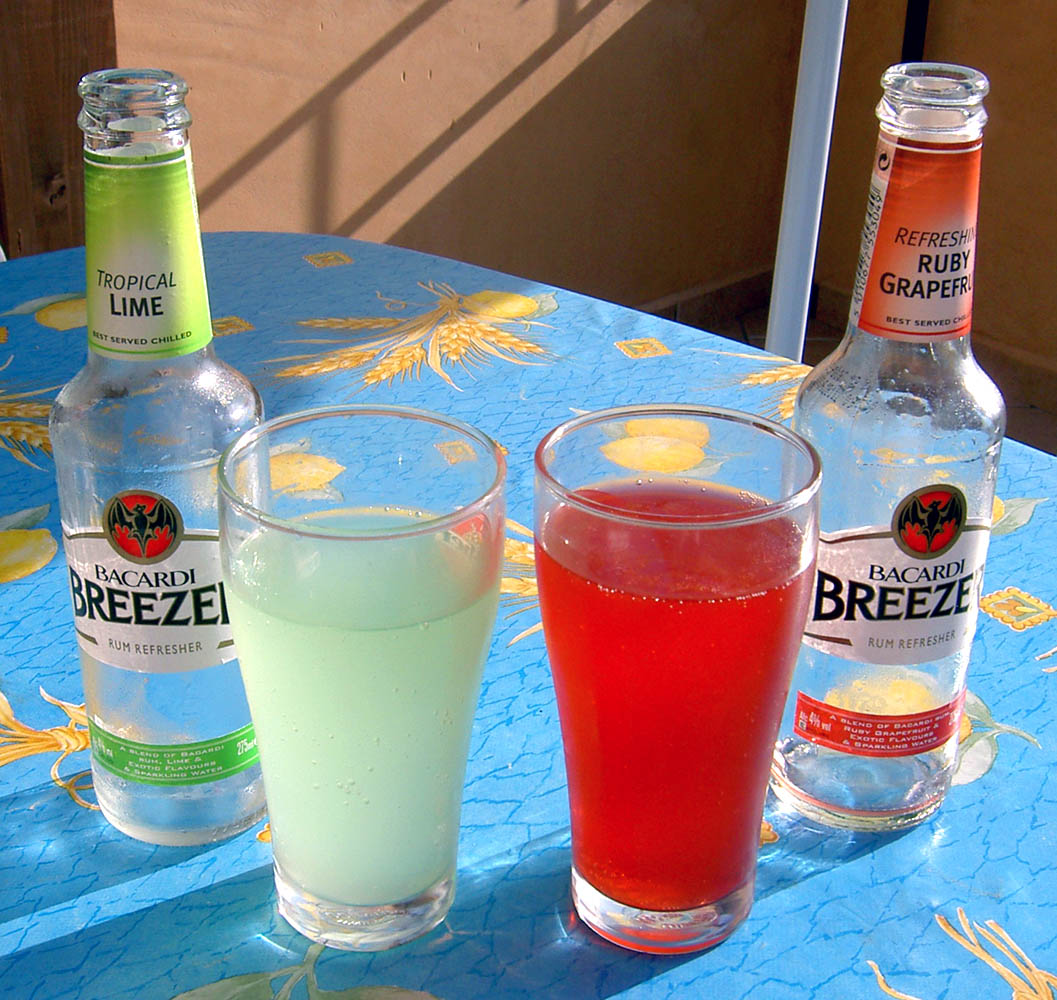
Alkopop-Getränke

Ein Alkopop oder Alcopop (Zusammensetzung aus Alkohol und engl. umgangssprachlich [soda] pop, Softdrink) ist ein alkoholhaltiges süßes Mischgetränk. Diese Getränke werden auch als Premixgetränke, Ready-to-Drink (RtD) oder Designer Drinks bezeichnet.
Das Schweizerische Bundesgericht beschreibt es so: Alkopops setzen sich zusammen aus einem Gemisch von „gebrannten Wässern“ und Limonaden, Fruchtsäften oder anderen gesüßten Getränken, in welchen der Alkohol geschmacklich durch die Süße überdeckt wird. Die Mischung mit Zucker und Kohlensäure lässt den Alkohol rascher ins Blut übergehen und verstärkt so den Rausch. Zielpublikum sind in erster Linie Jugendliche und insbesondere junge Frauen, die häufig den Geschmack von Alkohol in seiner traditionellen Form (Wein, Bier oder Spirituosen) nicht mögen. Die Gefahr dieser Produkte liegt darin, dass sie den Durst löschen, ohne dass man den darin enthaltenen Alkohol wirklich spürt. Viele Junge gewöhnen sich so an das Trinken von Alkohol.
Vor der Einführung von Sondersteuern waren Alkopops wegen tiefer Preise und des fehlenden alkoholtypischen Bittergeschmacks bei Partys und Veranstaltungen begehrte Getränke. Eine u. a. seit 2004 in Deutschland (Alkopopsteuer) und der Schweiz erhobene gesundheitspolitisch motivierte Sondersteuer sollte dem steigenden Konsum von Alkopops durch Kinder und Jugendliche entgegenwirken; seitdem ging der Absatz deutlich zurück. Die Abgrenzung zwischen Alkopops und anderen alkoholhaltigen Mischgetränken (etwa bei Biermischgetränken) ist zwar alltagssprachlich etwas unklar, für Deutschland im Alkopopsteuergesetz allerdings genau definiert.

## Begriff
Das deutsche Alkopopsteuergesetz definiert Alkopops als Getränke, die aus 1. einem kaum (< 1,2 % vol Alkohol) oder nicht alkoholhaltigen Getränk (z. B. Limonade) und/oder gegorenen Getränken (Bier, Wein etc.) und 2. Alkohol bzw. alkoholhaltigen Waren im Sinne des Alkoholsteuergesetzes bestehen. Außerdem muss das Mischgetränk einen Alkoholgehalt von mehr als 1,2 % vol und weniger als 10 % vol Alkohol aufweisen und trinkfertig gemischt in verkaufsfertigen, verschlossenen Behältnissen abgefüllt sein. Auch industriell vorbereitete Alkopop-Mischungskomponenten, die in einer gemeinsamen Verpackung enthalten sind, gelten lt. Gesetz als Alkopops – dieser Zusatz bezieht sich z. B. auf die sogenannten „Conelly Cocktails“.
Was alkoholsteuerpflichtige Alkoholerzeugnisse gemäß Punkt 2 sind, wird durch die Kombinierte Nomenklatur (KN) der Europäischen Kommission geregelt. Neben klassischen Spirituosen (Branntwein, Whisky, Rum, Gin, Wodka) definiert der KN-Code 2208 unvergällten Ethylalkohol mit einem Alkoholgehalt von unter 80 % (im Sinne eines nicht unmittelbar zum Trinken vorgesehenen Erzeugnisses) ebenfalls als alkoholsteuerpflichtig. Nach einem 2011 vom Gerichtshof der Europäischen Union (Rechtssache C-196/10) ergangenen Urteil fällt darunter auch „eine als ‚malt beer base’ bezeichnete Flüssigkeit, die einen Alkoholgehalt von 14 % vol hat und aus gebrautem Bier gewonnen wurde, das geklärt und sodann einer Ultrafiltration unterzogen wurde“. Mit derart filtriertem Gärungsalkohol hergestellte Mischgetränke sind daher ebenfalls Alkopops. Dagegen sind Bier und Wein nicht alkoholsteuerpflichtig, und eine nur aus Bier bzw. Wein und Limonade o. ä. bestehende Mischung (z. B. Radler) ist nach der juristischen Definition kein Alkopop.
Die Schweizer Definition von Alkopops macht den Zuckergehalt des Mischgetränks zum wichtigen Kriterium: Ein 2003 eingefügter Zusatz zum Schweizer Alkoholgesetz legt eine Sondersteuer „für süsse gebrannte Wasser mit einem Alkoholgehalt von weniger als 15 Volumenprozenten, die mindestens 50 Gramm Zucker pro Liter, ausgedrückt als Invertzucker, oder eine entsprechende Süssung enthalten und konsumfertig gemischt in Flaschen oder anderen Behältnissen in den Handel gelangen“ fest. In diesem Zusammenhang urteilte das Schweizerische Bundesgericht im Januar 2012, dass auch sogenannte „Conelly Cocktails“ als „konsumfertig gemischt“ und damit als Alkopop im Sinne der Schweizer Gesetzgebung einzustufen sind. Dieses Produkt besteht aus zwei mit einem Plastikring verbundenen Dosen, die eine Alkohol- bzw. Fruchtsaftmischung enthalten und in einem mitgelieferten Cocktail-Shaker gemischt werden können.

## Verbreitung
Alkopops zielen marketingstrategisch vor allem auf jugendliches Publikum. Dies ist einer der Gründe, weswegen Alkopops Anfang der 2000er Jahre ein zentraler Inhalt alkoholpolitischer Diskussionen waren. Alkopops sind vor allem bei Jugendlichen ein beliebtes Getränk, da durch die süßen Zusätze (zum Beispiel Limonade) der alkoholtypische Bittergeschmack überdeckt wird.
Alkopops sind für die Hersteller „klassischer“ Alkoholika äußerst rentable Produkte, denn sie kosten den Endverbraucher deutlich mehr als die entsprechende Menge an Mischzutaten für diese Getränke.
Der Alkoholgehalt von spirituosenhaltigen Alkopops beträgt im Durchschnitt zwischen 5,0 % und 6,0 % Vol (etwas mehr als in den meisten Biersorten). Dem Vorwurf, mit besonders „peppiger“ Werbung bewusst Jugendliche ansprechen zu wollen, begegnen die Hersteller mit dem Einwand, dass alle in der Werbung dargestellten Personen deutlich sichtbar über 18 Jahre alt seien. Typisch für das Marketing dieser Getränke ist die Einführung des Produktes zunächst über die Gastronomie und Diskotheken und dann in Supermärkten und den Getränkehandel.
Eine Konjunktur alkoholischer Süßgetränke lässt sich weltweit beobachten: In Japan ist es der Chuhai, in den USA sind es die Wine-Cooler. In den Niederlanden spricht man von der breezercultuur, benannt nach Bacardi Breezer. Demzufolge verführen die süßen Alkoholika die Jugend zu verantwortungslosem Verhalten.
Seit den 1970er Jahren hat es bereits einige vergleichbare Wellen mit süßen alkoholhaltigen Mischgetränken, mit „Wine Coolern“, gegeben, die sich allerdings nur als relativ kurzlebige Modeerscheinung herausgestellt haben.

## Gesetzliches Abgabeverbot

### Deutschland
Da Alkopops aus hochprozentigen Spirituosen und anderen Zutaten gemischt werden, ist der Verkauf sowie die Abgabe gemäß dem Jugendschutzgesetz in Deutschland nur an Personen ab dem vollendeten 18. Lebensjahr erlaubt. Außerdem sind Hersteller verpflichtet vor dem gewerbsmäßigen Inverkehrbringen den Hinweis Abgabe an Personen unter 18 Jahren verboten, § 9 Jugendschutzgesetz auf der Fertigpackung oder wenn soweit nicht vorhanden, auf dem Frontetikett der Flaschen in der gleichen Schriftart und in der gleichen Größe und Farbe wie die Marken- oder Phantasienamen anzubringen.

„§ 9 Alkoholische Getränke
(1) In Gaststätten, Verkaufsstellen oder sonst in der Öffentlichkeit dürfen
1. Branntwein, branntweinhaltige Getränke oder Lebensmittel, die Branntwein in nicht nur geringfügiger Menge enthalten, an Kinder und Jugendliche,
2. andere alkoholische Getränke an Kinder und Jugendliche unter 16 Jahren

weder abgegeben noch darf ihnen der Verzehr gestattet werden.

(4) Alkoholhaltige Süßgetränke im Sinne des § 1 Abs. 2 und 3 des Alkopopsteuergesetzes dürfen gewerbsmäßig nur mit dem Hinweis ‚Abgabe an Personen unter 18 Jahren verboten, § 9 Jugendschutzgesetz‘ in den Verkehr gebracht werden. Dieser Hinweis ist auf der Fertigpackung in der gleichen Schriftart und in der gleichen Größe und Farbe wie die Marken- oder Phantasienamen oder, soweit nicht vorhanden, wie die Verkehrsbezeichnung zu halten und bei Flaschen auf dem Frontetikett anzubringen.“

### Österreich
In Österreich wurden die Jugendschutzgesetze der Bundesländer Anfang 2019 weitgehend harmonisiert. War es bis dahin in Wien, Niederösterreich und im Burgenland Jugendlichen ab 16 Jahren erlaubt, sämtlichen Alkohol – somit auch Alkopops – zu erwerben und zu konsumieren, war es in den restlichen Bundesländern bis zum 18. Lebensjahr verboten, gebrannten Alkohol in Reinform sowie in Mischform (also auch Alkopops) zu erwerben und zu konsumieren. Seit 1. Jänner 2019 dürfen Personen unter 18 Jahren keinen gebrannten Alkohol mitsamt Alkopops in ganz Österreich erwerben oder konsumieren.

### Schweiz
In der Schweiz ist die Abgabe von alkoholischen Getränken an Personen unter 16 Jahren sowie von gebrannten Wassern (= Spirituosen sowie Bier und Wein mit mehr als 15 Vol.-% und Naturwein mit mehr als 18 Vol.-%) an Personen unter 18 Jahren verboten. Im Kanton Tessin gilt jedoch ein generelles Verkaufsverbot von Alkohol an Personen unter 18 Jahren. Da Alkopops hochprozentige Spirituosen enthalten, ist der Verkauf bundesweit an Personen unter 18 Jahren verboten.

## Alkopop-Steuer

### Alkopop-Besteuerung in Deutschland
Um dem Konsum von Alkopops durch Jugendliche entgegenzuwirken, gilt seit dem 1. Juli 2004 eine Sondersteuer auf diese Getränke. Eine handelsübliche 275-Milliliter-Flasche mit 5,5 % Alkoholgehalt kostet seither rund einen Euro mehr (davon entfallen rund 85 Cent auf die eigentliche Alkopopsteuer und der Rest auf die Umsatzsteuer, die auch auf die Alkopopsteuer erhoben wird).
Die Initiative Verantwortungsbewusster Umgang mit Alkohol forderte in einer Anzeigenkampagne, auf die geplante Alkopop-Steuer zu verzichten. Unter anderem hieß es in der Anzeige, die Steuer führe nur zu einer Ausweichreaktion und diene daher nicht dem Jugendschutz. Die Süddeutsche Zeitung veröffentlichte am 24. Juni 2004 ihre Recherche, nach der hinter der Initiative die Firma Diageo steckt, die knapp 50 hochprozentige Alkoholprodukte vertreibt, darunter auch mehrere Alkopops.
Mit der Alkopopsteuer hat der deutsche Staat in der Spitze 2005 etwa 10 Mio. € eingenommen. Seitdem sind die Erträge konstant bis auf etwa 1 Mio. € im Jahr 2014 gefallen (s. Alkopopsteuergesetz).

### Alkopop-Besteuerung in der Schweiz
In der Schweiz wurde bereits im Februar 2004 eine Sondersteuer auf Alkopop-Getränke eingeführt, die deutlich höher ausfällt als in Deutschland. Pro Flasche werden hier 1,80 Franken erhoben, was zu einem Anstieg des durchschnittlichen Verkaufspreis einer Flasche um knapp 80 % von 2,30 Franken auf 4,10 Franken geführt hat.
Diese radikale Maßnahme hat nach Erkenntnissen der Eidgenössischen Alkoholverwaltung (EAV) zu einem drastischen Einbruch des Schweizer Marktes geführt: Die in der Schweiz ausschließlich als Importware eingeführten Flaschen gingen von 39 Millionen im Jahre 2002 und 25 Millionen 2003 auf nur noch 16 Millionen im Jahre 2004 zurück. Dabei entfiel jedoch nahezu die Hälfte der importierten Flaschen alleine auf den Januar 2004, also noch vor Einführung der Sondersteuer. Die EAV geht insoweit von einer durch die Sondersteuer gewollten erfolgreichen Marktverdrängung von Alkopops in der Schweiz aus.

### Konsumrückgang
In jenen Staaten, die Sondersteuern auf spirituosenhaltige Mischgetränke eingeführt haben, behaupten die Regierungen, der Umsatzrückgang sei bei den betroffenen Produkten auf die Einführung dieser steuerlichen Maßnahmen zurückzuführen. In Österreich, wo die Einführung einer Alkopopsteuer zwar diskutiert aber nie umgesetzt wurde, ging der Alkopopumsatz von 2003 bis 2005 parallel zu Deutschland um fast zwei Drittel zurück. Das lässt vermuten, dass der Absatzrückgang auch in Deutschland und der Schweiz keine Folge der Alkopopsteuer ist, sondern über einen unabhängigen Trend zu erklären ist. Man kann aber natürlich auch nicht ausschließen, dass die öffentliche Debatte und die Entwicklung in den Nachbarstaaten eine Sensibilisierung der Alkoholindustrie bewirkt haben, die daraufhin – eventuellen imageschädigenden gesetzlichen Maßnahmen vorgreifend – mit einer Zurücknahme der offensiven Marketingstrategien bei Alkopops reagiert hat.

### Reaktionen und Gegenmaßnahmen der Getränkehersteller
Als Reaktion auf diese Sondersteuer für Alkopops haben zahlreiche Hersteller angekündigt, die Zusammensetzung ihrer Getränke zu verändern, wie mehrere Firmen zum Beispiel im Hamburger Abendblatt vom 3. August 2004 mitteilten.
Marktführende Firmen im Bereich der Branntweinspirituosen, wie zum Beispiel Bacardi oder Smirnoff lehnen aus Imagegründen eine derartige Umstellung ab. Smirnoff zufolge erwarte der Kunde in einem Smirnoff Ice Wodka. Des Weiteren müsse das gesamte Produkt „inhaltlich neu überarbeitet“ werden, womit auch immense Kosten für neues Marketing verbunden wären. Die Reaktion besteht bei Firmen dieser Art darin, das ursprüngliche Produkt zum nahezu selben Preis wie vor der Sondersteuer anzubieten. Die Steuer mindert dadurch ausschließlich den Gewinn der Getränkehersteller, die dies mit Einsparungen bei den Werbeausgaben kompensieren. Der ursprüngliche Gedanke, mit dem erhöhten Preis vorzugsweise Jugendliche von dem Produkt fernzuhalten, wird zumindest in der äußerlich für den Kunden merklichen Weise umgangen.

### Folgen der Sondersteuer auf Alkopops
Es kommt bedingt zu einem Ausweichen auf Wein- und Biermischgetränke. Diese sind nicht von der Sondersteuer betroffen und damit günstiger, zudem dürfen sie wie Wein und Bier schon von Jugendlichen ab 16 Jahren konsumiert werden. So weist die Befragung der Bundeszentrale für gesundheitliche Aufklärung (BZgA) zur Entwicklung des Alkoholkonsums bei Jugendlichen vom Mai 2005 eine Zunahme der getrunkenen Menge bier- und weinhaltiger Mischgetränke in der Gruppe der 12- bis 17-jährigen männlichen Jugendlichen von 4,8 auf 7,7 g reinen Alkohols pro Woche aus. Bei den weiblichen Jugendlichen dieser Altersgruppe hat sich die Menge von 2,8 auf 2,6 g pro Woche verringert. Insgesamt ist die durch wein- oder bierhaltige Alkopops konsumierte Menge Alkohol von 3,9 g auf 5,3 g gestiegen, während die durch spirituosehaltige Alkopops konsumierte Menge von 8,5 g auf 2,2 g gesunken ist. Der Anteil der Jugendlichen, die im letzten Monat beziehungsweise im letzten Jahr keine wein- oder bierhaltigen Alkopops konsumiert haben, ist bei den weiblichen Jugendlichen deutlich und bei den männlichen Jugendlichen geringfügig gestiegen.
„Eine Substitution spirituosenhaltiger Alkopops durch wein- und bierhaltige Mischgetränke sowie von Alkopops durch andere alkoholische Getränke dürfte allenfalls zu einem geringfügigen Teil stattgefunden haben.“ (Bericht der Bundesregierung über die Auswirkungen des Alkopopsteuergesetzes auf den Alkoholkonsum von Jugendlichen unter 18 Jahren sowie die Marktentwicklung von Alkopops und vergleichbaren Getränken, Deutscher Bundestag Drucksache 15/5929, S. 3).
In welchem Umfang der Rückgang des Alkopop-Umsatzes tatsächlich als Auswirkung der Sondersteuern zu sehen ist, und in welchem Umfang sich hier bloß das spontane Abklingen einer Modeströmung manifestiert, lässt sich wissenschaftlich nicht belegen. Für das spontane Abklingen einer Modeströmung spricht die weiter oben beschriebene Entwicklung in Österreich.
Im August 2007 kündigte der Hersteller Bacardi an, seine beiden Alkopop-Produkte Bacardi Breezer und Bacardi Rigo aufgrund des gesunkenen Absatzes zum Jahresende in Deutschland vom Markt zu nehmen.